# Kisaragi (destroyer, 1925)
Pour les autres navires du même nom, voir Kisaragi (destroyer).
Pour les articles homonymes, voir Kisaragi.
Le Kisaragi (如月) est un destroyer de la classe Mutsuki construit pour la Marine impériale japonaise pendant les années 1920.

## Historique
Au moment de l'attaque de Pearl Harbor le 7 décembre 1941, le Kasaragi rejoint la 30e division du 6e escadron de destroyers (4e flotte). Il quitte Kwajalein le 8 décembre avec la force d'invasion de Wake transportant une garnison des « forces navales spéciales de débarquement » (FNSD). Tôt le matin du 11 décembre, la garnison américaine repoussa les premières tentatives de débarquement des FNSD, soutenues par les croiseurs légers Yūbari, Tenryū et Tatsuta, les destroyers Yayoi, Hayate, Kisaragi, Mutsuki, Oite et Asanagi, deux anciens navires de la classe Momi convertis en patrouilleur (patrouilleur n ° 32 et n ° 33), et deux transports de troupes contenant 450 soldats des FNSD. Après avoir subi de lourdes pertes, les forces japonaises se replièrent avant le débuts des opérations. Ce fut le premier revers japonais de la guerre et la seule tentative de débarquement qui échoua lors de la Seconde Guerre mondiale.
Pendant son retrait, le Kasaragi est attaqué par des bombes de 45 kg larguées depuis des Grumman F4F Wildcat puis coulé avec la totalité des 157 membres d'équipage à environ 30 milles (48 km) au sud-ouest de Wake, à la position géographique 18° 55′ N, 166° 17′ E. Il est le deuxième navire de guerre japonais (après l'Hayate) à être coulé pendant la guerre.
Le destroyer est rayé des listes de la marine le 15 janvier 1942.